# 莫塞替诺特
莫塞替诺特（开发代号：MGCD0103）是一种含氮有机化合物，分子式C23H20N6O，属于苯甲酰胺类組織蛋白去乙醯酶抑制劑。